# پادشاه و کنیزک
داستان شاه و کنیزک اولین داستان کتاب مثنوی معنوی و نخستین سخن مولوی در آن کتاب است که پس از ماجرای نمادین و تمثیلیِ نی‌نامه آمده‌است. این داستان یکی از جدی‌ترین داستان‌های کتاب مثنوی و یک قصهٔ پررمزوراز و در ادامهٔ ماجرای «نی‌نامه» است، که تمام آنچه مولانا بیان آن را در نظر داشته، در نی‌نامه بیان کرده‌است، در این داستان نیز اکثر اصول و عقاید مربوط به جهان‌بینی، تجارب روحانی و حیاتی و ماجرای روح آدمی در جسم را در قالب داستان و تمثیل بیان کرده‌است.

## شخصیت‌های داستان
این داستان پنج شخصیت اصلی دارد که تمام آن شخصیت‌ها بجز پادشاه طبق منشِ اصلی خود رفتار می‌کنند.
پادشاه: منش پادشاه با آنچه عموم مردم از یک پادشاه انتظار دارند متفاوت است. شخصیت پادشاه در این داستان، دین و معرفتی بی‌آلایش دارد که او را بدون واسطه به عنایات الهی متصل می‌کند.
سایر شخصیت‌ها: کنیزک، زرگر، حکیم الهی و طبیبان مدعی، سایر شخصیت‌های این داستان هستند. طبیبان همه مانند هم و همگی در حکم یک شخصیت هستند.

## خلاصه داستان
پادشاهی عاشق کنیزی می‌شود و کنیزک بیمار می‌گردد و همهٔ طبیبان از درمان او عاجز می‌مانند. مداوای طبیبان باعث درد و رنج بیشترِ بیمار می‌شود، تا شاه به‌ناچار روی به درگاه الهی می‌آورَد و از اینکه به طبیبان مدعی متوسل شده عذرخواهی‌ها می‌کند و اشک‌ها می‌ریزد، تا اینکه حکیم الهی جان بیمارِ کنیز را درمان می‌کند.

## روایت داستان
روایت این داستانِ ماجرایی تاحدودی واقعی است که امکان‌پذیرش آن دور از ذهن به‌نظر نمی‌رسد. داستان دارای لحنی جدی و قاطع است. در داستان نوعی جدال وجود دارد که در دو نقطه به اوج می‌رسد؛ یکی در بیمار شدن ناگهانیِ کنیزک و دیگری در قتل زرگر به‌دست حکیم الهی. قتل زرگر خشم خواننده را برمی‌انگیزد و در برخورداری شاه و حکیم از اشارات الهی تردید ایجاد می‌کند، ولی با توضیحات و توجیهات مولانا در داستان، شبهه و تردید برطرف می‌شود.
داستان دارای دو مرحله است و بخش نخست آن در فضایی عاشقانه سخن از عشق و ایثار می‌گوید؛ ولی بخش دوم داستان در فضایی عارفانه می‌گذرد و دادِ سخن در مورد عرفان و اشراق و برکات دریافت اشارت‌های غیبی داده می‌شود. داستان روایتی دوسطحی است و دارای سطح ظاهری و سطح رمزی است.